# Ratpenat de nas tubular del riu Lorentz
El ratpenat de nas tubular del riu Lorentz (Nyctimene draconilla) és una espècie de ratpenat de la família dels pteropòdids. Viu a Indonèsia i Papua Nova Guinea. El seu hàbitat natural conegut són els aiguamolls i rius d'aigua dolça, tot i que també podria trobar-se en altres àrees. No hi ha prou dades sobre l'abundància d'aquesta espècie i les amenaces que podrien afectar-la, de manera que no se sap si es troba en perill d'extinció. Tanmateix, es pensa que aquesta espècie no és caçada pels humans.